# Galidictis fasciata
Galidie à bandes, Galidie rayée
Espèce
Statut de conservation UICN

 VU A3cde+4cde : Vulnérable
La Galidie à bandes ou Galidie rayée (Galidictis fasciata) est un mammifère carnivore appartenant à la famille des Eupleridae.

## Répartition et habitat
Cette espèce est endémique de Madagascar. Elle vit dans la forêt tropicale humide de basse altitude. Elle est apparemment limitée aux forêts ayant un sol latéritique.